# دیرن
دیرن (به هلندی: Dieren) یک منطقهٔ مسکونی در هلند است که در ریدن (هلند) واقع شده‌است. دیرن ۱۴٫۸۴۲ نفر جمعیت دارد.